# Формиатдехидрогеназа (цитохром)
Формиатдахеидрогеназата (цитохром-зависима) е ензим, отговорен за окислението на формиат до въглероден диоксид. Цитохромзависимата формиатдехидрогеназа е важен ензим от анаеробния метаболизъм на прокариотите . Така например при E. coli, ензимът е необходим за анаеробното нитратно дишане и е компонент от клетъчна мембрана .
Цитохромзависима реакция, катализирана от формиатдехидрогеназа може да се престави като:
Формиат + 2 ферицитохром b1 <=> CO2 + 2 фероцитохром b1 + 2 H+